# 127 (tal)
127 är det naturliga talet som följer 126 och som följs av 128.

## Inom matematiken
- 127 är ett udda tal.
- 127 är det 31:a primtalet efter 113 och före 131
- 127 är det fjärde Mersenneprimtalet
- 127 är det femte Friedmantalet, eftersom 127 = -1 + 27.
- 127 är ett Motzkinprimtal
- 127 är ett centrerat hexagontal
- 127 är ett centrerat ikosihenagontal
- 127 är ett Heptanaccital.

## Inom vetenskapen
- 127 Johanna, en asteroid